# Бабенсхам
Бабенсхам (њем. Babensham) општина је у њемачкој савезној држави Баварска. Једно је од 46 општинских средишта округа Розенхајм. Према процјени из 2010. у општини је живјело 2.843 становника. Посједује регионалну шифру (AGS) 9187116.

## Географски и демографски подаци
Бабенсхам се налази у савезној држави Баварска у округу Розенхајм. Општина се налази на надморској висини од 488 метара. Површина општине износи 54,3 km². У самом мјесту је, према процјени из 2010. године, живјело 2.843 становника. Просјечна густина становништва износи 52 становника/km².